# Tatara-Brücke

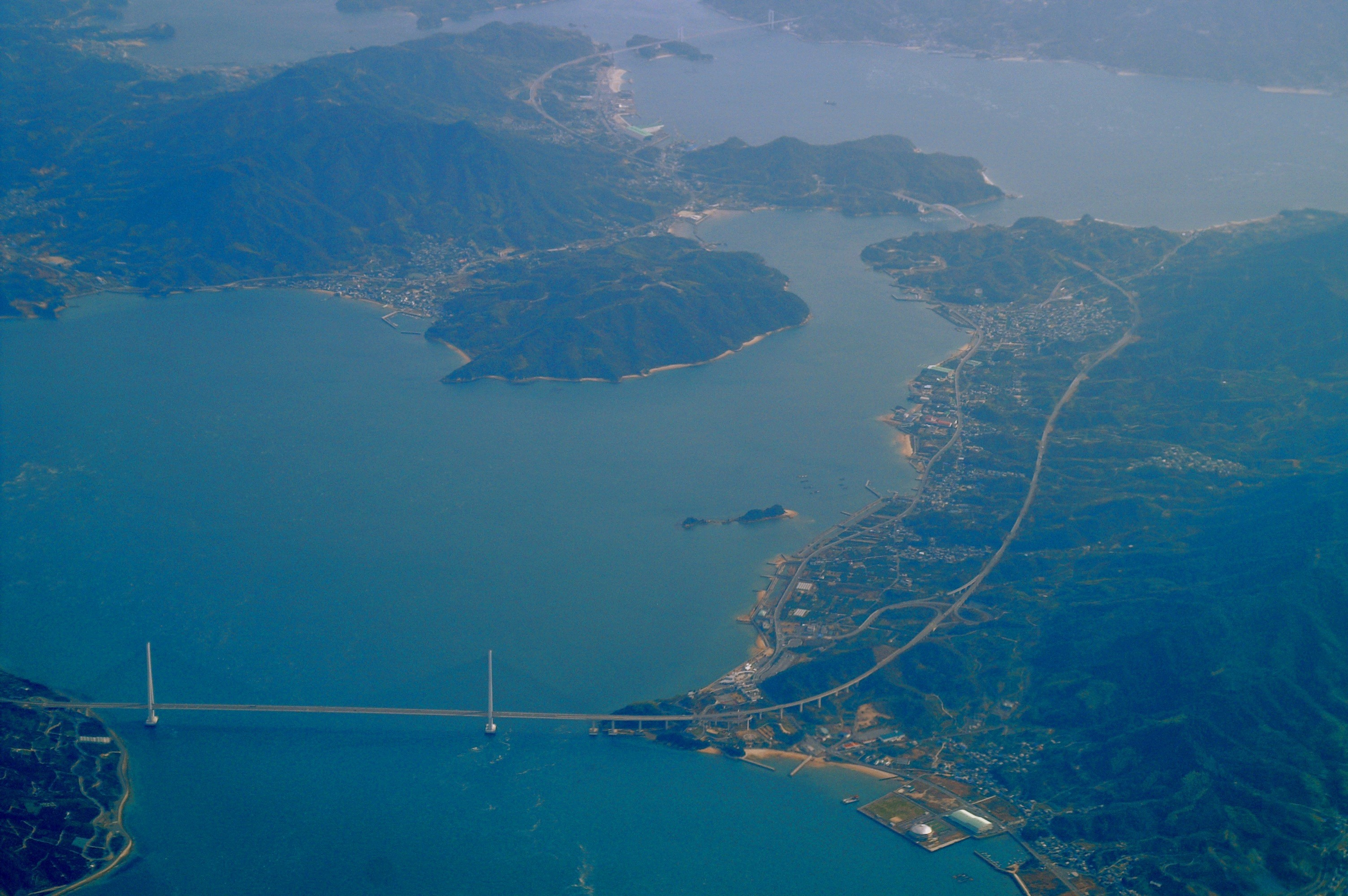
Luftbild der Tatara-Brücke, rechts die Insel Ōmishima

Die Tatara-Brücke (jap. 多々羅大橋, Tatara Ōhashi) überquert die Tatara-Meerenge (多々羅海峡, Tatara-kaikyō) zwischen der Insel Ikuchi (bzw. deren Tatara-Kap, 多々羅岬, Tatara-misaki) der Gemeinde Onomichi, Präfektur Hiroshima und Ōmishima der Gemeinde Imabari, Präfektur Ehime. Sie gehört mit neun weiteren Brücken zu der 60 km langen Nishiseto-Autobahn, die über viele kleine Inseln beide Präfekturen bzw. die beiden japanischen Hauptinseln Honshū und Shikoku miteinander verbindet.
Mit dem Bau der Brücke wurde am 30. November 1992 begonnen. Für den Verkehr freigegeben wurde sie am 1. Mai 1999. Es handelt sich um eine Schrägseilbrücke, die mit ihrer harfenförmigen Büschelanordnung der Normandie-Brücke über die Seine-Mündung ähnelt. Sie hat vier Spuren, auf denen mit bis zu 70 km/h gefahren werden darf, und am Rand einen Fußweg.
Die Pylone haben eine Höhe von 220 m, es trennen sich unter der Fahrbahn zwei Teile, die darüber wieder zusammen laufen, worauf sie noch für ca. ein Drittel der Gesamthöhe parallel nebeneinander laufen. Hier gehen die Stahlseile ab. Auf diesem Abschnitt existieren nur zwei schmale Querverbindungen, so dass die Pylone eine sehr elegante Form bekommen.
Die Feldweiten sind 270, 890 und 320 Meter lang, die Brücke hat somit eine Gesamtlänge von 1480 Metern. Zum Zeitpunkt ihrer Fertigstellung war sie die längste Schrägseilbrücke der Welt.
Östlich der Nishiseto-Autobahn gibt es mit Seto-Ōhashi für Kraftfahrzeuge und Eisenbahn zwischen Präfektur Okayama und Präfektur Kagawa sowie mit der Kōbe-Awaji-Naruto-Autobahn zwei weitere Brückenverbindungen zwischen Honshū und Shikoku.